# Michael R. Taylor

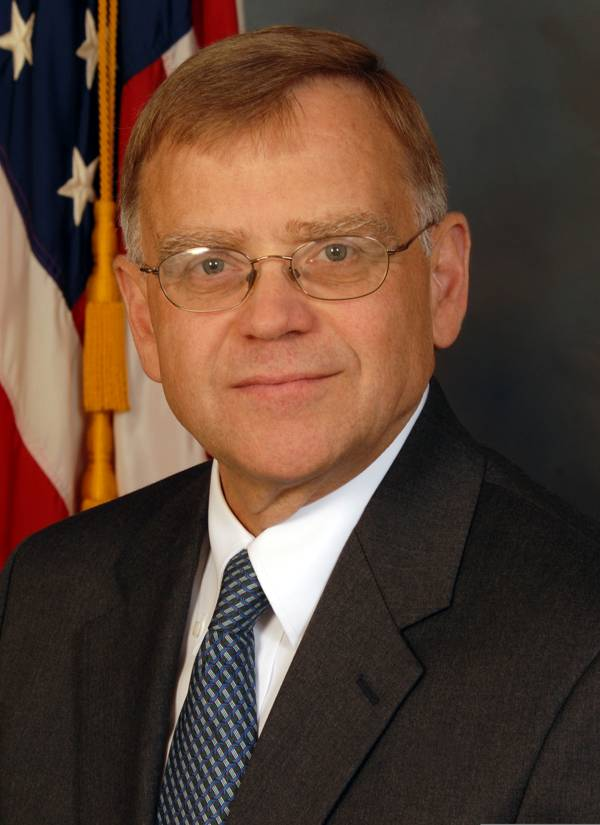
Michael R. Taylor (2009)

Michael R. Taylor (* 1949) ist ein US-amerikanischer Regierungsbeamter und der stellvertretende Kommissar für Lebensmittel in der Bundesbehörde FDA.

## Ausbildung und Karriere
Taylor studierte Politikwissenschaften am Davidson College und absolvierte nach seinem B.A. das Jura-Programm der University of Virginia. Nach seiner Zulassung als Anwalt begann Taylor 1976 bei der FDA als Assistent des Kommissars zu arbeiten. 1981 wechselte er zur Kanzlei King & Spalding, zu deren Kunden Monsanto gehörte, und baute den Geschäftsbereich Lebensmittelrecht und Pharmazierecht auf.
1991 verließ Taylor die Kanzlei und kehrte zur FDA zurück. Zu den Entscheidungen in seiner Amtszeit gehört, dass Milch von BGH-behandelten Kühen nicht gekennzeichnet werden muss. 1996 ging Taylor zurück in die Privatwirtschaft und war für Monsanto als Vizepräsident für Public Policy tätig.
Im Juni 2000 wechselte er zum Thinktank Resources for the Future als Senior Fellow und Leiter des Center for Risk Management. In diesem Zeitraum war Taylor auch bei der Schlichtungsstelle Resolve tätig, und als apl. Professor am Law Center der Georgetown University. 2007 wurde er Professor für Gesundheitspolitik an der School of Public Health and Health Services der George Washington University.
2009 trat Taylor als Senior-Berater des FDA-Kommissars wieder in den Regierungsdienst ein. Im Januar 2010 wurde er auf die neu geschaffene Stelle des stellvertretenden Kommissars für Lebensmittel berufen.
In den Dokumentarfilmen The Future of Food und Monsanto, mit Gift und Genen ist Taylor ein Beispiel für den Drehtür-Effekt, da der Jurist jahrzehntelang zwischen Industrie und Aufsichtsbehörden hin und her wechselte.